# Чемпионат мира по рапиду

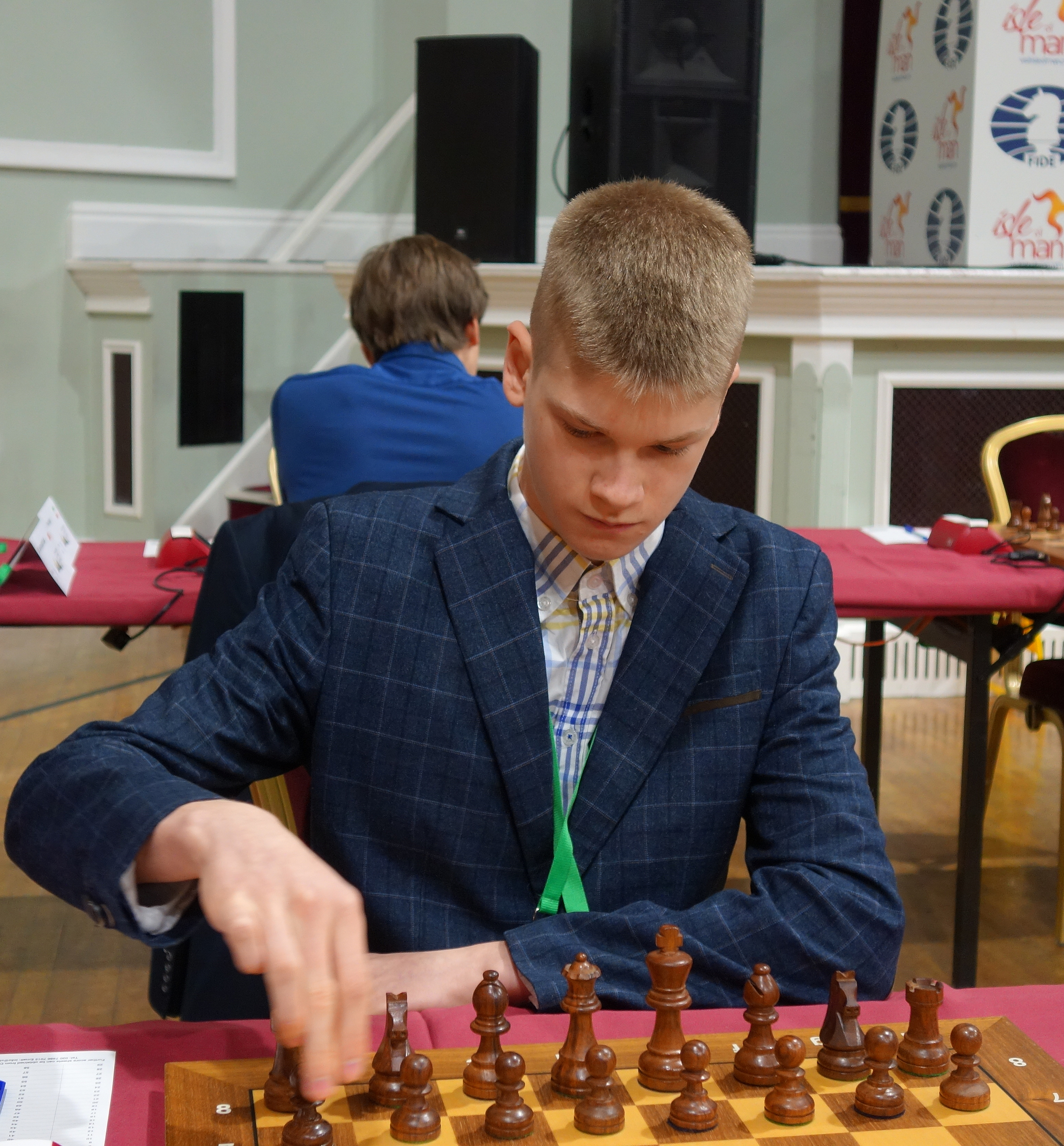
Володар Мурзин — действующий чемпион мира по рапиду

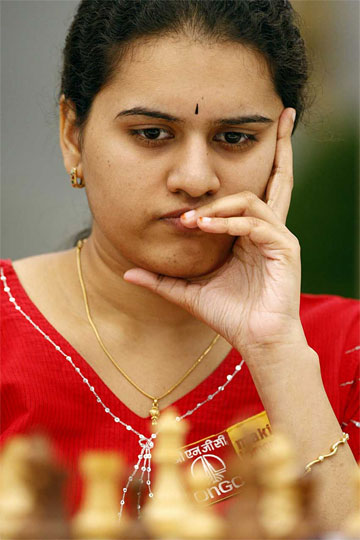
Хампи Конеру — действующая чемпионка мира по рапиду

Ежегодно с 2012 года для определения чемпиона мира по рапиду ФИДЕ проводит шахматные турниры среди мужчин и женщин, в котором используется быстрый контроль 15+10. До 2012 года организация признавала лишь ограниченное количество турниров, при этом неофициальные соревнования определяли своего собственного чемпиона мира по рапиду. Больше всех титулов чемпиона мира по рапиду завоевал Магнус Карлсен (5)

## Контроль времени
Концепция быстрых шахмат (тогда называвшихся «активными шахматами») дебютировала на конгрессе ФИДЕ в 1987 году в Севилье. Во время Чемпионата мира по активным шахматам в следующем году временные контроли были установлены на уровне 30 минут на игрока за партию. В 1993 году, после разрыва с ФИДЕ, чемпион мира Гарри Каспаров организовал слегка ускоренную версию активных шахмат, назвав её «быстрыми шахматами». Затем Профессиональная шахматная ассоциация, созданная Каспаровым, организовала два цикла Гран-при по быстрым шахматам. В качестве ограничения времени, в быстрых шахмат каждому игроку давалось 25 минут с добавлением 10 секунд после каждого хода. ФИДЕ повторно использовала эти временные контроли и название «быстрые шахматы» для Чемпионата мира по быстрым шахматам ФИДЕ 2003 года, проведенного в Кап-д’Агде. Начиная с Кубка мира 2013 эти временные контроли также использовались для быстрых раундов тай-брейка.
В 2012 году ФИДЕ учредила Чемпионат мира по блицу и рапиду. Текущие временные контроли для чемпионата по быстрым шахматам установлены на уровне 15 минут на игрока с добавлением 10 секунд после каждого хода.

## Чемпионаты мира по блицу и рапиду (с 2012 года)
31 мая 2012 года ФИДЕ объявила о проведении первого Чемпионата мира по блицу и рапиду, который должен был пройти в Астане с 1 по 11 июля. Турнир 2012 года состоял из квалификационного раунда, за которым следовали соревнования с контролем времени 15+10 и 3+2, проходившие последовательно в течение 5 дней. Для привлечения зрителей временные контроли были уменьшены до 15 минут на игрока, вместо 25 минут принятых до 2012 года. Чемпионат изначально был устроен как турнир с круговой системой из 16 участников, на который были приглашены 10 лучших игроков из рейтинга ФИДЕ, три медалиста квалификационного турнира и три номинанта от организационного комитета.
Позже формат турнира был изменен на швейцарскую систему с количеством участников более 100. Три лучших игрока в итоговой таблице награждаются золотми, серебряными и бронзовыми медалями. Для разрешения проблемы равенства очков среди призёров использовались различные методы, так например на турнире 2016 года все три медалиста набрали 11 очков из 15 возможных, и чемпион был определен путем сравнения среднего рейтинга каждого из соперников игроков. С 2017 года в случае, если два или более игрока претендуют на медали, набрав одинаковое количество очков, проводится дополнительная партия. В дополнительной партии могут участвовать только два игрока, даже если трое или более игроков имеют одинаковое количество очков в вершине рейтинга. Такое решение вызвало различные дискуссии на турнире 2021 года, где четыре шахматиста завершили соревнование с результатом 9,5 очков. Были проведены дополнительные партии для золотых и серебряных медалей между Нодирбеком Абдуссатторовым и Яном Непомнящим, поскольку у них были наивысшие результаты по системе Бухгольца среди лучших четырех шахматистов. Действующий чемпион мира Магнус Карлсен, и Фабиано Каруана не смогли принять участие в дополнительных партиях. Карлсен раскритиковал это правило, назвав его идиотским и призвал к изменениям в организации.

## Таблица призёров

### Мужчины
| Год  | Место проведения                      | Чемпион                               | Серебряный призёр                     | Бронзовый призёр                      |
| ---- | ------------------------------------- | ------------------------------------- | ------------------------------------- | ------------------------------------- |
| 2012 | Астана                                | Сергей Карякин                        | Магнус Карлсен                        | Веселин Топалов                       |
| 2013 | Ханты-Мансийск                        | Шахрияр Мамедъяров                    | Ян Непомнящий                         | Александр Грищук                      |
| 2014 | Дубай                                 | Магнус Карлсен                        | Фабиано Каруана                       | Вишванатан Ананд                      |
| 2015 | Берлин                                | Магнус Карлсен                        | Ян Непомнящий                         | Теймур Раджабов                       |
| 2016 | Доха                                  | Василий Иванчук                       | Александр Грищук                      | Магнус Карлсен                        |
| 2017 | Эр-Рияд                               | Вишванатан Ананд                      | Владимир Федосеев                     | Ян Непомнящий                         |
| 2018 | Санкт-Петербург                       | Даниил Дубов                          | Шахрияр Мамедъяров                    | Хикару Накамура                       |
| 2019 | Москва                                | Магнус Карлсен                        | Алиреза Фирузджа                      | Хикару Накамура                       |
| 2020 | Не проводился из-за пандемии COVID-19 | Не проводился из-за пандемии COVID-19 | Не проводился из-за пандемии COVID-19 | Не проводился из-за пандемии COVID-19 |
| 2021 | Варшава                               | Нодирбек Абдусатторов                 | Ян Непомнящий                         | Магнус Карлсен                        |
| 2022 | Алма-Ата                              | Магнус Карлсен                        | Винцент Каймер                        | Фабиано Каруана                       |
| 2023 | Самарканд                             | Магнус Карлсен                        | Владимир Федосеев                     | Юй Янъи                               |
| 2024 | Нью-Йорк                              | Володар Мурзин                        | Александр Грищук                      | Ян Непомнящий                         |
| 2025 | Доха                                  |                                       |                                       |                                       |

### Женщины
| Год  | Место проведения                      | Чемпионка                             | Серебряный призёр                     | Бронзовый призёр                      |
| ---- | ------------------------------------- | ------------------------------------- | ------------------------------------- | ------------------------------------- |
| 2012 | Батуми                                | Антоанета Стефанова                   | Александра Костенюк                   | Хампи Конеру                          |
| 2013 | Не проводился                         | Не проводился                         | Не проводился                         | Не проводился                         |
| 2014 | Ханты-Мансийск                        | Екатерина Лагно                       | Александра Костенюк                   | Ольга Гиря                            |
| 2015 | Не проводился                         | Не проводился                         | Не проводился                         | Не проводился                         |
| 2016 | Доха                                  | Анна Музычук                          | Александра Костенюк                   | Нана Дзагнидзе                        |
| 2017 | Эр-Рияд                               | Цзюй Вэньцзюнь                        | Лэй Тинцзе                            | Элизабет Петц                         |
| 2018 | Санкт-Петербург                       | Цзюй Вэньцзюнь                        | Сарасадат Хадемальшарьех              | Александра Горячкина                  |
| 2019 | Москва                                | Хампи Конеру                          | Лэй Тинцзе                            | Екатерина Аталык                      |
| 2020 | Не проводился из-за пандемии COVID-19 | Не проводился из-за пандемии COVID-19 | Не проводился из-за пандемии COVID-19 | Не проводился из-за пандемии COVID-19 |
| 2021 | Варшава                               | Александра Костенюк                   | Бибисара Асаубаева                    | Валентина Гунина                      |
| 2022 | Алматы                                | Тань Чжунъи                           | Садуакасова Динара                    | Савита Шри                            |
| 2023 | Самарканд                             | Анастасия Боднарук                    | Хампи Конеру                          | Лэй Тинцзе                            |
| 2024 | Нью-Йорк                              | Хампи Конеру                          | Цзюй Вэньцзюнь                        | Екатерина Лагно                       |
| 2025 | Доха                                  |                                       |                                       |                                       |

## Многократные победители турнира

### Мужчины
| Завоеванные титулы | Игрок                 | Годы                         |
| ------------------ | --------------------- | ---------------------------- |
| 5                  | Магнус Карлсен        | 2014, 2015, 2019, 2022, 2023 |
| 2                  | Вишванатан Ананд      | 2003, 2017                   |
| 1                  | Анатолий Карпов       | 1988                         |
| 1                  | Гарри Каспаров        | 2001                         |
| 1                  | Сергей Карякин        | 2012                         |
| 1                  | Шахрияр Мамедьяров    | 2013                         |
| 1                  | Василий Иванчук       | 2016                         |
| 1                  | Даниил Дубов          | 2018                         |
| 1                  | Нодирбек Абдусатторов | 2021                         |
| 1                  | Володар Мурзин        | 2024                         |

### Женщины
| Завоеванные титулы | Игрок               | Годы       |
| ------------------ | ------------------- | ---------- |
| 2                  | Цзюй Вэньцзюнь      | 2017, 2018 |
| 2                  | Хампи Конеру        | 2019, 2024 |
| 1                  | Сьюзан Полгар       | 1992       |
| 1                  | Антоанета Стефанова | 2012       |
| 1                  | Катерина Лагно      | 2014       |
| 1                  | Анна Музычук        | 2016       |
| 1                  | Александра Костенюк | 2021       |
| 1                  | Тань Чжунъи         | 2022       |
| 1                  | Анастасия Боднарук  | 2023       |